# مبدأ النسبية
في الفيزياء، مبدأ النسبية  هو شرط ينص على أن «قوانين الطبيعة تظهر لجميع المراقبين بنفس القوانين، إذا كان كل منهم في نظام يتحرك بالنسبة لنظام آخر بسرعة منتظمة وفي خط مستقيم». أي أنه لا توجد حالة حركة مطلقة تميّز مراقب ما عن غيره، وإنما يمكن دراسة حركة الأجسام بالنسبة لبعضها البعض، ولا يوجد «مختبر» مرجعي يميز عملية القياس. ويلعب هذا المبدأ دوراً أساسياً في دراسة الميكانيكا الكلاسيكية (مثل قوانين نيوتن للحركة) وكذلك في النسبية الخاصة لأينشتاين وطبق أولا على الحركة المنتظمة وفي خط مستقيم. ثم تعمم تطبيقه أيضا في إطار النسبية العامة حيث شملت التسريع أيضاً.
يعتبر جاليليو جاليلي أول من فكر في ذلك المبدأ عام 1632 .
وكانت مشاهدته أن شخصا موجودا في بطن مركب لا يستطيع معرفة عما إذا كان المركب متحركا أم في حالة توقف. ثم قام كريستيان هويغنز باستخدام مبدأ النسبية عند صياغته لقوانين التصادم.

## الميكانيكا الكلاسيكية
من وجهة نظر إسحاق نيوتن فقد كان يعتقد في الميكانيكا الكلاسيكية بوجود حالة سكون مطلق. وتتضمن الميكانيكا التي صاغها نيوتن مبدأ النسبية (واتخذها العلماء كمبدأ أساسي في الطبيعة خلال القرن العشرين) وهي تقول بانه في جميع المختبرات التي تتحرك بالنسبة لبعضها البعض في مسارات مستقيمة وبسرعة منتظمة تتماثل الميكانيكا فيها مثل تماثلها في «مكان مطلق»، ولا يمكن معرفة عما إذا كان نظام القياس في حالة سكون أم في حالة حركة. أي أن صلاحية معادلات الميكانيكا الكلاسيكية (حركة الأجسام) تكون سارية أيضا على نظام آخر (إطار مرجعي عطالي) غير الفضاء المطلق عند إجراء تحويل جاليليو عليها.
وكتب نيوتن:
«إن حركة الأجسام بالنسبة لبعضها البعض في فضاء (مكان) معين تكون هي نفسها سواء كان المكان في حالة سكون أو يتحرك بسرعة منتظمة في خط مستقيم».
ثم تعرضت الميكانيكا الكلاسيكية خلال القرن التاسع عشر لنظرية الأثير الساكن باعتباره الوسط الذي ينتقل فيه الضوء واعتبر بعد ذلك بأنه فضاء نيوتن المطلق. وبذلت محاولات لتعيين حركة الأرض في الأثير وعندها تبادر للعلماء أن مبدأ النسبية ليس صحيحا تماما. ولكن جميع التجارب العملية المجراة لقياس حركة الأرض خلال الأثير، ومن ضمنها تجربة ميكلسون ومورلي باءت جميعها بالفشل (لم يعثر ميكلسون وزملاؤه على هذا الاثير المفترض). وبدأ العلماء يبحثون عن تفسير آخر لانتشار الضوء، وكان الحل على يد ألبرت أينشتاين الذي صاغ النظرية النسبية الخاصة.

## مبدأ النسبية الخاص
مع بداية القرن العشرين بينت النتائج السلبية لتجارب عديدة لإثبات وجود الاثير أهمية مبدأ النسبية وعملت المناقشات آنذاك على تعريف مبدأ النسبية تعريفا دقيقا. فعلى سبيل المثال، كتب هنري بونكاريه عام 1904:
" مبدأ النسبية يجعلنا نعترف بتماثل قوانين الحركة في مختبر ساكن وكذلك في مختبر يتحرك بسرعة منتظمة بحيث لا نستطيع التفرقة عما إذا كنا في حالة حركة أم لا. "
وقام أينشتاين عام 1905 بتعريف مبدأ النسبية كالآتي:
«القوانين التي تغير حالات الأنظمة الفيزيائية لا تعتمد على إحداثيات أي من نظامين يتحركان بالنسبة لبعضهما البعض بسرعة منتظمة».
ثم نادى كل من لورنتز وبوانكاريه واينشتاين بتطبيق التماثل ليس فقط على الميكانيكا وإنما أيضا تطبيقها على قوانين الديناميكا الكهربية (وكان هذا علم جديد في نهاية القرن التاسع عشر ويرجع الفضل في معرفتنا بها إلى ماكسويل). وكان من الممكن تطبيق مبدأ النسبية عليهما باستبدال تحويل جاليليو وإجراء تحويل لورينتز بدلا منه. وينطوي الفرق بينهما على أنه في تحويل لورينز يتخذ الضوء سرعة ثابتة تكون بمثابة الحد الأقصى للسرعات. وعندما تكون السرعة أقل بكثير من سرعة الضوء يؤول مبدأ النسبية الخاصة إلى تحويل جاليليو. ولكن افتراض نيوتن بالفضاء المطلق (وبالتالي فكرة الأثير) فكان متعارضا مع مبدأ النسبية. ثم قام أينشتاين بصياغة النظرية النسبية الخاصة بدون اعتبار الأثير كحالة سكون مرجعية. كذلك بين تحويل لورينتز عدم جدوى اعتبار فضاء مطلقا (مكان في حالة سكون مطلق) أو زمن مطلق. وطور هيرمان مينكوفسكي تلك الأفكار بإدماجه المكان والزمن فيما يسمى زمكان وهو يتكون من أربعة أبعاد، ثلاثة للمكان والبعد الرابع هو الزمن.

## مبدأ النسبية العام
بينما يهتم مبدأ النسبية الخاص بالحركة «المختبرات» بسرعة منتظمة وفي خط مستقيم بالنسبة لبعضها البعض، أضاف أينشتاين شرطا وهو وجوب تماثل وانطباق القوانين في «جميع المختبرات» بصرف النظر عن كونها تتحرك بنسبة لبعضها البعض في حركة منتظمة وفي خط مستقيم أم في حالة تسارع. وكتب أينشتاين في عام 1916 :
«يجب أن تصاغ القوانين الفيزيائية بحيث تنطبق على أي» مختبر«متحرك. ويجب أن تصاغ القوانين الطبيعية العامة بحيث تنطبق على أي نظام للإحداثيات، أي تحويلها من مختبر إلى آخر.»
وإضافة إلى ذلك فيطلب مبدأ النسبية العام أيضا «مبدأ التكافؤ» الذي يقول أنه لا تستطيع تجربة تعيين عما إذا كان المكان التي تجرى فيه ليس واقعا تحت تأثير جاذبية أو في حالة سقوط حر (بالقرب من كتلة). وتطلب ذلك عدم الالتزام بالصفة الإقليدية للمكان، واستخدام هندسة جديدة للمكان والزمن باعتبارهما كيانا واحدا اسمه زمكان.